# بلدية اليرموك الجديدة
بلدية اليرموك الجديدة هي احدى بلديات لواء بني كنانه الخمسة الواقعة في الجزء الشمالي الغربي من محافظة إربد حيث تبعد عن مركز المحافظة حوالي 12 كم تقريبا .
حيث تتميز البلدية بالطابع العشائري ، وتمتاز بمناخها المعتدل والتربة الحمراء الخصبة، لذلك معظم سكانها يعملون بالزراعة والقطاع الحكومي والتجارة وتشتهر بزراعة الزيتون واللوزيات والمحاصيل الشتوية. تضم بلدية اليرموك الجديدة ست قرى وهي (خرجا، حريما، ابواللوقس، الخريبة، القصفة، السيلة)، وتبلغ مساحتها حوالي 40 الف كم2 حسب دائرة الاراضي والمساحة، ويسكنها ما يقارب 27797 نسمة حسب دائرة الاحصاءات العامة حتى نهاية عام 2021.
يهتم سكان المنطقة بالعلم والتعليم والرياضة والنشاطات الثقافية والاجتماعية، لذلك تجد في المنطقة عدة مدارس ثانوية شاملة و مدارس اساسية منتشرة في كافة المناطق. كما يوجد عدد من الملاعب والاندية الرياضية والترفيهية والمراكز الثقافية.
في مجال العمل الاجتماعي والتطوعي حيث انها تضم العديد من الجمعيات الخيرية والخاصة، والتي تقدم الدعم المادي والمعنوي لسكان المنطقة و اللاجئين حسب امكانياتها. من الناحية التاريخية والدينية يعد مسجد حريما القديم ومسجد خرجا القديم من اهم الشواهد على تاريخ المنطقة ، كما انها سياحيا تعتبر مقصدا جيدا للسياح في منطقتي عين غزال وعين عبده وعيد الخريبة وشلالات خرجا حيث المناظر الخلابة و الجميلة .